# NGC 2331
NGC 2331 je otvoreni skup u zviježđu Blizancima. 

## Vanjske poveznice
- SEDS: NGC 2331